# Когуашвілі Георгій Мурманович
Георгій (Гогі) Мурманович Когуашвілі (рос. Георгий Мурманович Когуашвили, груз. გოგი კოღუაშვილი; нар. 26 квітня 1969, село Баноджа Грузинська РСР) — радянський і російський борець греко-римського стилю грузинського походження, п'ятиразовий чемпіон світу, триразовий чемпіон Європи, дворазовий переможець Кубків світу, бронзовий призер Олімпійських ігор. Заслужений майстер спорту Росії з греко-римської боротьби. Заслужений тренер Росії. Включений до Всесвітньої Зали слави Міжнародної федерації об'єднаних стилів боротьби (FILA).

## Біографія
Народився 26 квітня 1969 року в селі Баноджа під Кутаїсі. Боротьбою почав займатися з 1982 року. Перший тренер — А. Кохіанідзе. З 1990 року тренувався під керівництвом Віктора Маміашвілі.
Чемпіон Радянського Союзу серед кадетів 1987 року, серед юніорів — 1988 року, срібний призер чемпіонату СРСР серед дорослих 1990 року.
За збірну СРСР почав виступати з 1985 року. У її складі ставав чемпіоном Європи 1987 року серед юніорів та чемпіоном світу 1989 року серед молоді, бронзовим призером чемпіонату Європи 1988 року серед молоді. У 1991 році у складі першої збірної СРСР виграв Кубок світу.
У складі Об'єднаної команди став бронзовим призером Олімпіади 1992 року. У першому поєдинку поступився спортсмену з Туреччини Хакки Башару. Але турецький борець вийшов до фіналу, тому Когуашвілі отримав право поборотися за бронзову нагороду. У поєдинку за третє-четверте місце він подолав видатного борця Мікаеля Юнгберга, якому тоді виповнилося лише 22 роки і він був тільки на початку своєї спортивної кар'єри.
На початку 1990-х після проголошення Грузією Незалежності Когуашвілі взяв російське громадянство, що багатьма було сприйнято як зрада. Всі подальші успіхи Гогі Когуашвілі пов'язані зі збірною Росії. У її складі він п'ять разів перемагав на світових першостях, тричі — на європейських, ще по одному разу був третім на чемпіонаті світу і другим на чемпіонаті Європи. Двічі вигравав Кубки світу. Незважаючи на такі успіхи, після 1992 року не виборов жодної нагороди на Олімпійських іграх, хоча ще тричі брав у них участь. Шестиразовий чемпіон Росії. Виступав за Центральний спортивний клуб армії з Москви.
Після завершення активних виступів на борцівському килимі, перейшов на тренерську роботу. З 2006 року — головний тренер збірної Росії з греко-римської боротьби. Член виконкому Федерації спортивної боротьби Росії.

## Спортивні результати на міжнародних змаганнях

### Виступи на Олімпіадах
| Змагання                    | Збірна            | Вагова категорія                 | Місце  |
| --------------------------- | ----------------- | -------------------------------- | ------ |
| Літні Олімпійські ігри 1992 | Об'єднана команда | греко-римська боротьба, до 90 кг | Бронза |
| Літні Олімпійські ігри 1996 | Росія             | греко-римська боротьба, до 90 кг | 13     |
| Літні Олімпійські ігри 2000 | Росія             | греко-римська боротьба, до 97 кг | 12     |
| Літні Олімпійські ігри 2004 | Росія             | греко-римська боротьба, до 96 кг | 6      |

### Виступи на Чемпіонатах світу
| Змагання                        | Збірна | Вагова категорія                 | Місце  |
| ------------------------------- | ------ | -------------------------------- | ------ |
| Чемпіонат світу з боротьби 1993 | Росія  | греко-римська боротьба, до 90 кг | Золото |
| Чемпіонат світу з боротьби 1994 | Росія  | греко-римська боротьба, до 90 кг | Золото |
| Чемпіонат світу з боротьби 1995 | Росія  | греко-римська боротьба, до 90 кг | Бронза |
| Чемпіонат світу з боротьби 1997 | Росія  | греко-римська боротьба, до 97 кг | Золото |
| Чемпіонат світу з боротьби 1998 | Росія  | греко-римська боротьба, до 97 кг | Золото |
| Чемпіонат світу з боротьби 1999 | Росія  | греко-римська боротьба, до 97 кг | Золото |

### Виступи на Чемпіонатах Європи
| Змагання                         | Збірна | Вагова категорія                 | Місце  |
| -------------------------------- | ------ | -------------------------------- | ------ |
| Чемпіонат Європи з боротьби 1994 | Росія  | греко-римська боротьба, до 90 кг | 19     |
| Чемпіонат Європи з боротьби 1995 | Росія  | греко-римська боротьба, до 90 кг | Золото |
| Чемпіонат Європи з боротьби 1996 | Росія  | греко-римська боротьба, до 90 кг | Золото |
| Чемпіонат Європи з боротьби 2000 | Росія  | греко-римська боротьба, до 97 кг | Срібло |
| Чемпіонат Європи з боротьби 2002 | Росія  | греко-римська боротьба, до 96 кг | Золото |
| Чемпіонат Європи з боротьби 2003 | Росія  | греко-римська боротьба, до 96 кг | 7      |

### Виступи на Кубках світу
| Змагання                    | Збірна | Вагова категорія                 | Місце  |
| --------------------------- | ------ | -------------------------------- | ------ |
| Кубок світу з боротьби 1991 | СРСР   | греко-римська боротьба, до 90 кг | Золото |
| Кубок світу з боротьби 1992 | Росія  | греко-римська боротьба, до 90 кг | Золото |
| Кубок світу з боротьби 2003 | Росія  | греко-римська боротьба, до 96 кг | Бронза |

### Виступи на інших змаганнях
| Змагання                                                  | Збірна            | Вагова категорія                 | Місце  |
| --------------------------------------------------------- | ----------------- | -------------------------------- | ------ |
| Золотий Гран-прі з боротьби 1992                          | Об'єднана команда | греко-римська боротьба, до 90 кг | Срібло |
| Гран-прі Німеччини з боротьби 1992                        | Об'єднана команда | греко-римська боротьба, до 90 кг | Срібло |
| Гран-прі Німеччини з боротьби 1993                        | Росія             | греко-римська боротьба, до 90 кг | Срібло |
| Ігри Балтійського моря 1993                               | Росія             | греко-римська боротьба, до 90 кг | Золото |
| Чемпіонат світу з боротьби серед військовослужбовців 2001 | Росія             | греко-римська боротьба, до 97 кг | Золото |

### Виступи на змаганнях молодших вікових груп
| Змагання                                       | Збірна | Вагова категорія                 | Місце  |
| ---------------------------------------------- | ------ | -------------------------------- | ------ |
| Чемпіонат Європи з боротьби серед юніорів 1987 | СРСР   | греко-римська боротьба, до 88 кг | Золото |
| Чемпіонат Європи з боротьби серед молоді 1988  | СРСР   | греко-римська боротьба, до 90 кг | Бронза |
| Чемпіонат світу з боротьби серед молоді 1989   | СРСР   | греко-римська боротьба, до 90 кг | Золото |

## Державні нагороди
- Орден Дружби (2013).[3]